# Herbita singularis
Herbita singularis là một loài bướm đêm trong họ Geometridae.